# Max Joachim Hänel
Max Joachim Hänel (* 25. Juli 1929 in Johanngeorgenstadt; † 30. Oktober 2019) war ein deutscher Bauingenieur und Schriftsteller.

## Leben
Joachim Hänel wurde als Sohn des Weißgerbers und Hausbesitzers Max Hänel in der Hohegenister Straße in der sächsischen Bergstadt Johanngeorgenstadt im oberen Erzgebirge geboren, wo er auch die Volksschule besuchte. Anschließend wechselte er an die Oberschule nach Schwarzenberg/Erzgeb. Am Ende des Zweiten Weltkrieges wurde Johanngeorgenstadt nicht besetzt und teilte das Schicksal der später sogenannten Republik Schwarzenberg. Unmittelbar nach der Besetzung des Gebietes durch sowjetische Truppen wurde Joachim Hänel gemeinsam mit mehreren 16- und 17-jährigen Jugendlichen aus Johanngeorgenstadt denunziert, daraufhin verhaftet und mehrere Jahre im Speziallager Nr. 1 Mühlberg durch den NKWD/MWD inhaftiert und später nach Sibirien zur Zwangsarbeit verpflichtet. Die Erlebnisse dieser schweren Zeit prägten sein Leben und wurden von ihm später in zwei Veröffentlichungen schriftlich festgehalten.
Nachdem er 1950 in die neugegründete DDR zurückkehren konnte, fand er bei der SDAG Wismut Arbeit als Technischer Angestellter im Uranbergbau. Als solcher erlebte er ab 1953 den Abriss der historischen Altstadt von Johanngeorgenstadt, von dem sein Elternhaus verschont wurde. Im Jahre 1954 begann Joachim Hänel ein Ingenieurstudium an der Ingenieurschule in Glauchau, das er später in Cottbus fortsetzte und erfolgreich abschloss. Ab 1957 war er als Bauingenieur in verschiedenen Betrieben und staatlichen Bauverwaltungen tätig. 1961 entschloss er sich, die DDR zu verlassen und siedelte nach Baden-Württemberg über, wo er eine Anstellung in einer Tief- und Wasserbaubehörde erhielt.
Ab Mitte der 1990er-Jahre betätigte er sich nach Erreichung der Ruhestandes als Schriftsteller. Nach seinen Jugenderinnerungen publizierte er 2012 seinen ersten Roman.

## Werke
- Geröll vom Lech. Dessau, Manuela Kinzel Verlag, 2012, ISBN 978-3-937367-71-2
- Zwischen Sowjetmacht und den Wölfen. Ein Abenteuer auf Leben und Tod. Erinnerungen. München, Friedmann, 2003.
- Im Sog des Chaos. Jugenderinnerungen, Aalen, Wir-Verlag Walter Weller, o. J. [ca. 1995].